# Saurauia trachylasia
Saurauia trachylasia är en tvåhjärtbladig växtart som beskrevs av Friedrich Ludwig Diels. Saurauia trachylasia ingår i släktet Saurauia och familjen Actinidiaceae. Inga underarter finns listade i Catalogue of Life.